# Kulisa (teatr)
Kulisa

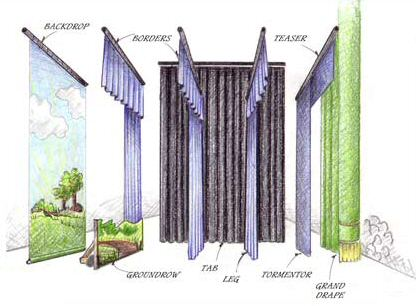
Różne rodzaje kotar

- Miejsce za sceną, gdzie trwają przygotowania aktorów i dekoracji.
- Zazwyczaj czarna kotara wisząca z góry bądź po bokach sceny, w celu ukrycia elementów technicznych.

## Zobacz także
- Kurtyna (teatr)